# 史敏 (明朝)
史敏（1415年—？），字德敏，號松泉，直隸淮安衛人，軍籍。明朝政治人物。同進士出身。

## 生平
正統三年（1438年）戊午科應天府鄉試第四十五名，正統十年（1445年）乙丑科會試第四名，殿試登進士第三甲第五十七名。

## 家族
曾祖父史文和。祖父史谷平。父亲史景餘。子史效，成化戊戌進士。